# 長谷川閑史
長谷川 閑史（はせがわ やすちか、1946年6月19日 - ）は、日本の実業家である。武田薬品工業取締役会長、経済同友会代表幹事および東京電力ホールディングス株式会社の取締役を務めた。また、日本経済団体連合会評議員会副議長、アメリカ委員会委員長、日本製薬工業協会会長などを歴任。一般財団法人アジア・パシフィック・イニシアティブ評議員。元三極委員会アジア太平洋地域議長。2017年6月28日からは、武田薬品工業相談役を務める。

## 人物
1946年、山口県日置町（現・長門市）に生まれる。福岡県立修猷館高等学校を経て、1970年早稲田大学政治経済学部経済学科卒業。
早稲田大学卒業後、武田薬品工業に入社。工場勤労課、人事部、労働組合、国際事業部に所属した。
1986年（昭和61年）からは、アボット・ラボラトリーズとの合弁会社であるドイツ・タケダ社長、1988年（昭和63年）よりタケダ・ヨーロッパ社長を務めたほか、1989年（平成元年）よりTAPファーマスーティカル・プロダクツ（米国・シカゴ）副社長、1993年（平成5年）12月より同社長を務めた。
1998年10月、武田薬品工業医薬国際本部長。2001年6月、取締役経営企画部長。2002年4月、取締役事業戦略部長。2003年6月、代表取締役社長などを歴任した。社長就任後は、グローバル化、ダイバーシティ(人材の多様性)の名のもと、海外企業の買収、海外ライバル企業からの外国人の幹部多用・優遇策を進めた。
2014年6月、グラクソ・スミスクラインでワクチン事業を統括してきたクリストフ・ウェバーを後継の代表取締役社長兼最高執行責任者(COO)に選任させ、自らは、代表取締役取締役会長兼最高経営責任者(CEO)に就任した。2015年3月、武田薬品工業は、クリストフ・ウェバーを4月にCEOとする人事を発表し、東京電力は、長谷川閑史を社外取締役に起用する人事を発表した。
2009年2億2300万円の役員報酬を、2011年度3億500万円の役員報酬を、2012年3億100万円の役員報酬を、2013年3億500万円の役員報酬を、2015年4億5000万円の役員報酬を受けたと報じられた。
2017年6月28日の武田薬品工業定時株主総会において、取締役を退任し、相談役に就任した。株主総会に先立ち、株主15名が、「元最高責任者の相談役や顧問は経営面で強い影響を持つ」とし、 1. 定款の一部変更(定款第16条の2として、原則、相談役・顧問を置かないものとし、置くときは、株主総会の決議を要する規定を追加)、2.取締役の解任(ROE低下、ナイコメッド買収、ブロプレス過大広告、社内幹部育成を怠り、外部リクルートだよりの深刻な事態を招いた長谷川閑史の解任)につき、株主提案された。会社は、ウェバー社長名で、これに反対を表明、長谷川閑史会長が総会後に退任し、相談役になる人事を4月に発表しており、相談役が企業統治上、影響を及ぼすことはない、同氏の報酬は、現報酬の約12%で、社用車や専任秘書は置かない予定と説明し、全株主に書面を追加送付した。6月28日の定時株主総会においては、株主提案として、付議されたが、反対多数で否決された。　

### 三極委員会
2014年から2020年にかけて、三極委員会におけるアジア太平洋地域の代表および議長を務めた。

### 経済同友会代表幹事
2011年4月27日、リコー・桜井正光の後を受け経済同友会代表幹事に就任した。2013年1月23日発足の産業競争力会議の民間委員を務めた。同会議では雇用・人材分科会主査として、2014年4月22日に「個人と企業の成長のための新たな働き方」、残業代ゼロ制度(ホワイトカラー・エグゼンプション)導入を提言した。

### 発言録
脅しではなく海外シフト
2011年7月20日、「政府から来年以降の明確な解決策が示されない限り、企業は国際競争を生き残るために脅しではなく海外シフトを考えざるを得ない」と所信を明らかにした。
日本の経営者はモラルが低いのか
2014年4月、自身が提案した残業代ゼロ案（労働基準法の無力化）に、「サービス残業の合法化につながる」（公明党）と批判を受けたのに対し、（実際は82%もの企業が脱法行為を行っていることを知りながら、）「日本の経営者はモラルが低いのか」と抗弁した。